# Powiat Waga
Powiat Waga (jap. 和賀郡 Waga-gun) – powiat w Japonii, w prefekturze Iwate. W 2024 roku liczył 4638 mieszkańców.

## Miejscowości
- Nishiwaga